# Gabriel della Genga Sermattei
Gabriel della Genga Sermattei, italijanski duhovnik, škof in kardinal, * 4. december 1801, Assisi, † 10. februar 1861.

## Življenjepis
26. septembra 1830 je prejel duhovniško posvečenje.
29. junija 1833 je bil imenovan za naslovnega nadškofa Beritusa in 15. septembra istega leta je prejel škofovsko posvečenje.
23. junija 1834 je bil imenovan za nadškofa Ferrare; s tega položaja je odstopil 13. januarja 1843.
1. februarja 1836 je bil povzdignjen v kardinala in imenovan za kardinal-duhovnika S. Girolamo dei Croati.
14. aprila 1852 je bil imenovan za prefekta v Rimski kuriji.